# Rio Voronej
O rio Voronej ou, aportuguesando, Voroneje é um rio na parte meridional da Rússia europeia, afluente do curso alto do rio Don. O seu comprimento é de 342 km (520 km se se considerar uma das suas fontes, o Polnoi Voronej) e a sua bacia drena uma área de 21 600 km². O rio atravessa duas importantes capitais de oblasts: Lipetsk e Voronej. é navegável na parte inferior do seu curso.
Administrativamente, o rio percorre o oblast de Tambov, o oblast de Lipetsk e o oblast de Voronej. O rio deve o seu nome a uma antiga localidade destruída na invasão mongol, cujo nome provinha dos tempos do Principado de Czernicóvia, do nome pessoal Voroneg.